# Liste der Bodendenkmäler in Herten
Die Liste der Bodendenkmäler in Herten enthält die denkmalgeschützten unterirdischen baulichen Anlagen, Reste oberirdischer baulicher Anlagen, Zeugnisse tierischen und pflanzlichen Lebens und paläontologischen Reste auf dem Gebiet der Stadt Herten im Kreis Recklinghausen in Nordrhein-Westfalen (Stand: 1. Februar 2011). Diese Bodendenkmäler sind in Teil B der Denkmalliste der Stadt Herten eingetragen; Grundlage für die Aufnahme ist das Denkmalschutzgesetz Nordrhein-Westfalen (DSchG NRW).
| Bild | Bezeichnung | Lage          | Beschreibung                                                                              | Bauzeit | Eingetragen seit | Denkmal- nummer |
| ---- | ----------- | ------------- | ----------------------------------------------------------------------------------------- | ------- | ---------------- | --------------- |
|      |             | Herner Straße | Zwei Gebiete an der A 2 östlich der Brücke Herner Straße über die A 2 (Mkz. 4409, 11a, b) |         | 02.03.2006       | B 1             |